# Chiesa della Resurrezione (Prato)
La chiesa della Resurrezione si trova a Prato, nella zona di Mezzana / centro.

## Storia e descrizione
Costruita su progetto di Luigi Zangheri, la chiesa fu consacrata nel 1982 dal Vescovo di allora Mons. Pietro Fiordelli, alla presenza del parroco fondatore Don Giuliano Guarducci.
Ha una compatta volumetria parallelepipeda a spigoli smussati, con pareti a setti in cemento armato e ampie vetrate. Al centro del presbiterio è un Cristo risorto (1982) in bronzo, di Marcello Tommasi.
Vicino alla chiesa è presente un parco, composto anche da un campetto di calcetto e di basket, sede di gruppi di giovani

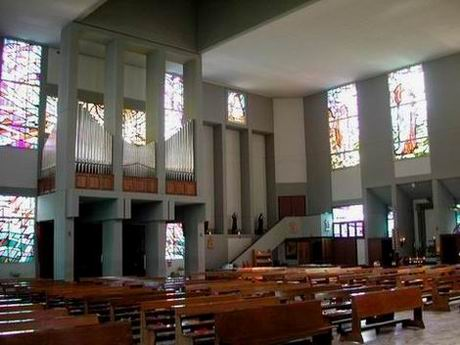
Interno
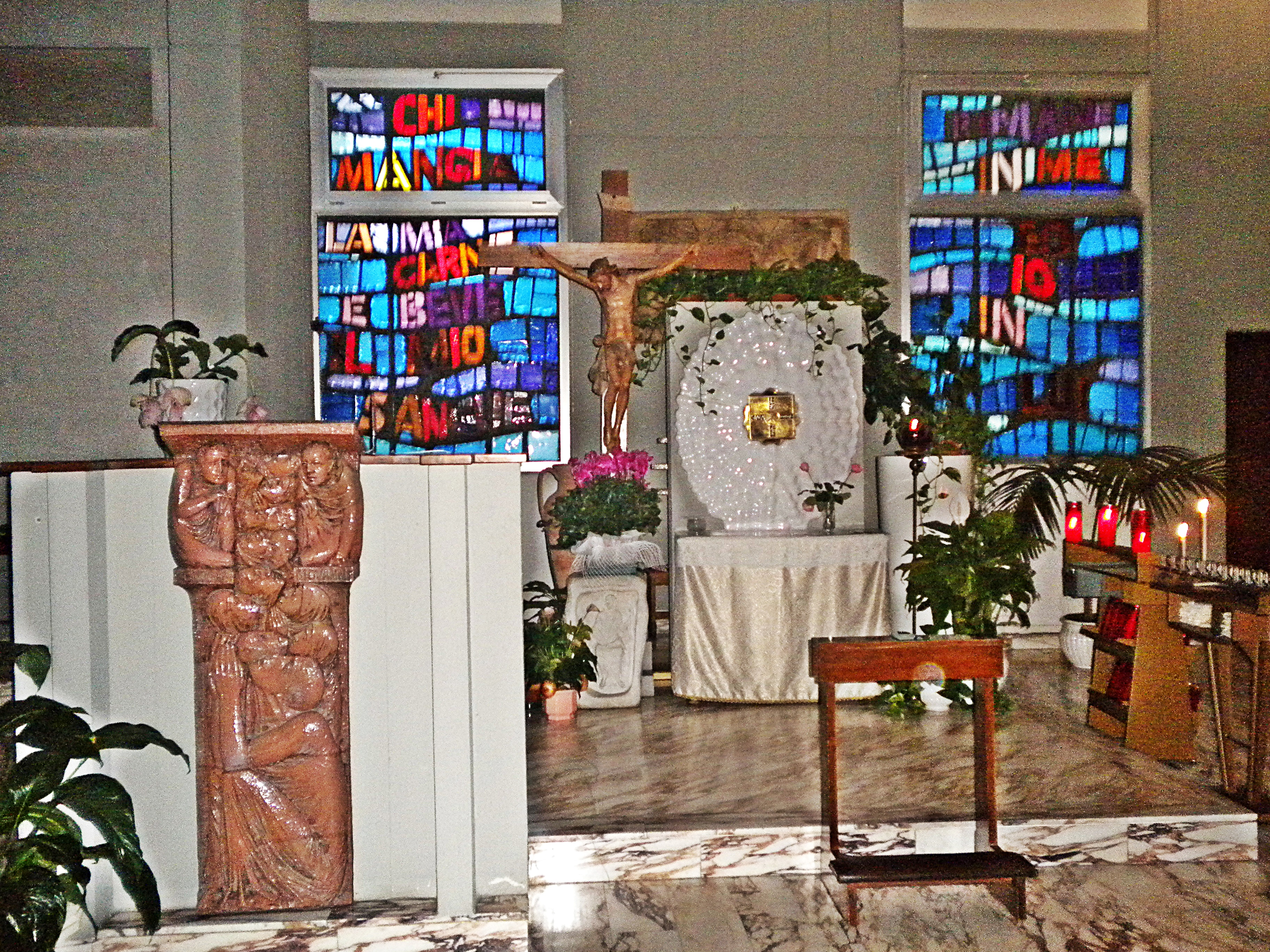
Altare
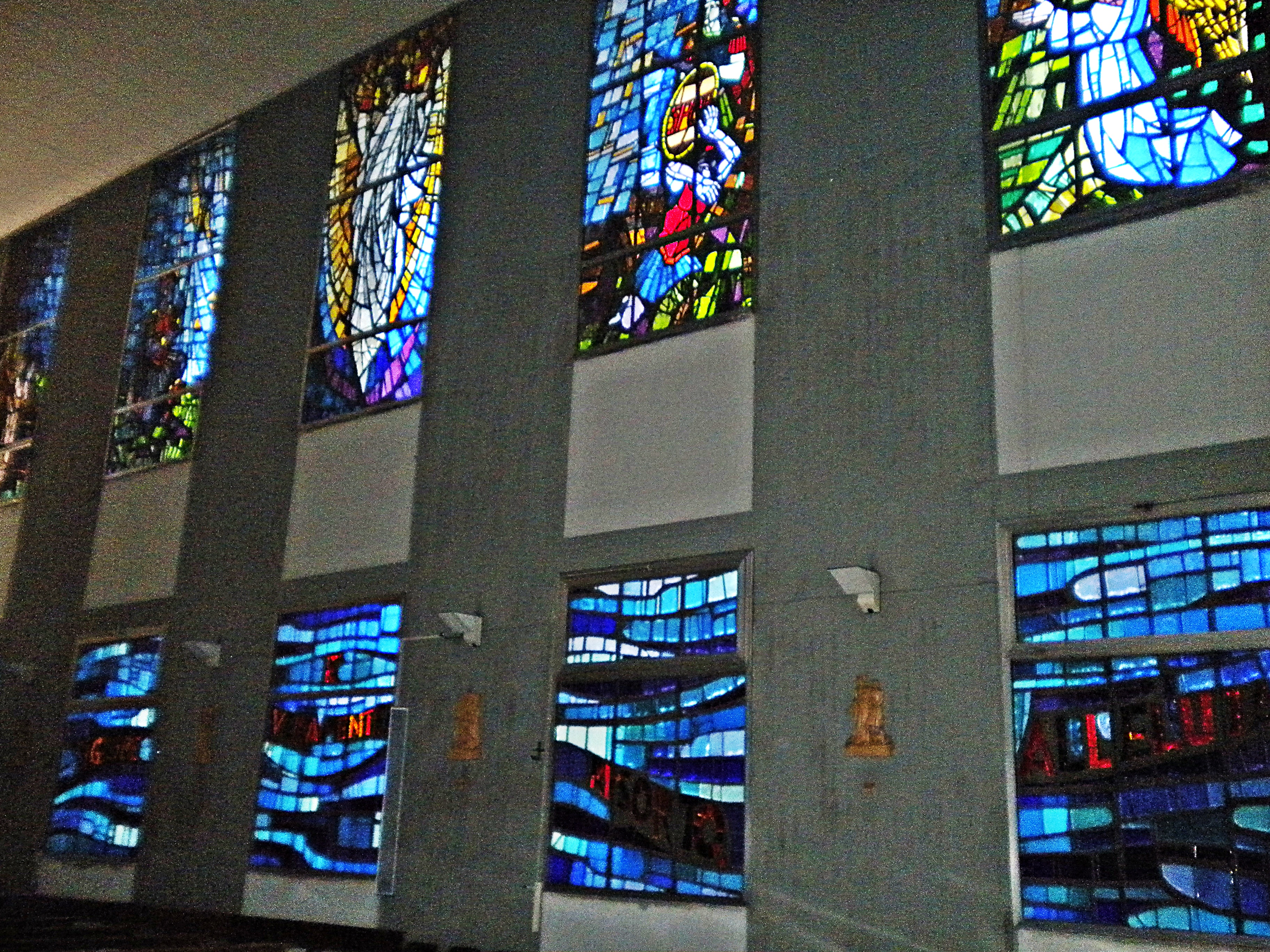
Vetrate